# Kjell Rosén

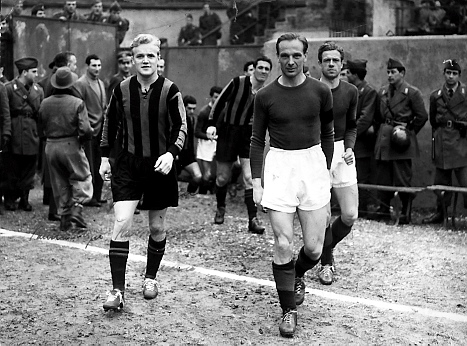
Under året i Torino ställdes Kjell Rosén (h) bland annat mot Nacka Skoglund (v), som då spelade i Inter. Lägg märke till sorgbandet, som var ett minne av Supergaolyckan 1949.

Kjell Rosén, född 24 april 1921 i Malmö, död 13 juni 1999 i Bunkeflostrand, var en svensk fotbollsspelare som var med i det svenska landslag som under OS 1948 vann guld i fotbollsturneringen.

## Idrottskarriär
Rosén spelade som högerhalv i Malmö FF men Putte Kock ville ha de bästa spelarna i OS-laget 1948 och placerade honom därför som högerytter.
Rosén började spela fotboll i Malmö BI men gick som 16-åring till Malmö FF. Rosén var sedan en del av laget när MFF vann sitt första SM-guld i Allsvenskan under säsongen 1943/1944.